# Световни отборни титли на AEW
Световните отборни титли на AEW са отборни кеч титли на американската федерация All Elite Wrestling. Те са обявени на 18 юни 2019 г. Настоящи шампиони са Младите Бък (Мат Джаксън и Ник Джаксън).

## История
На 1 януари 2019 г. е основана федерацията All Elite Wrestling (AEW). Едва през юни обаче титлите са обявени. На 18 юни е насрочен троен отборен мач за събитието Fyter Fest на 29 юни, с участието на Най-добри приятели (Чък Тейлър и Трент Барета), SoCal Uncensored (представени от Скорпио Скай и Франки Казариан) и Частно парти (Айсая Касиди и Марк Куен), като отбора победител отива на All Out за възможност да пропусне първия кръг в турнира за Световните отборни титли на AEW. По-късно президентът и изпълнителен директор на AEW Тони Хан обявява, че турнирът ще се състои в епизоди на тяхното шоу по TNT, разкрито по-късно като AEW Dynamite. По време на предварително шоуто на Fyter Fest, Най-добри приятели побеждават Частно парти и SoCal Uncensored, за да спечелят мястото си на All Out.
На 11 юли изпълнителният вицепрезидент на AEW Мат Джаксън обявява втори троен отборен мач, който ще се проведе на Fight for the Fallen на 13 юли, включващ Тъмният орден (Злия Уно и Стю Грейсън), Джурасик Експрес (Джънгъл Бой и Лучазавъра) и Анхелико и Джак Евънс, а победителите, ще се бият срещу Най-добри приятели на All Out. Тъмният орден печели za да премине към All Out, където побеждава Най-добри приятели, за да пропусне първия кръг в турнира.

### Турнир за титлите
Първият мач от турнира за Световните отборни титли на AEW е обявен на 9 август 2019 г., като Младите Бък (Мат Джаксън и Ник Джаксън) са изправени срещу Частно парти (Айсая Касиди и Марк Куен) на 9 октомври по време на втория епизод на Dynamite в Бостън, Масачузетс. По-късно е обявено, че полуфиналите за турнира ще се проведат на епизода на 23 октомври в Питсбърг, Пенсилвания, а финалите на 30 октомври в Чарлстън, Западна Вирджиния. На 30 октомври SoCal Uncensored (Франки Казариан и Скорпио Скай) побеждават Братята Луча (Пентагон младши и Рей Феникс) във финала на турнира, за да станат първите шампиони.